# ريكي مابي
ريكي مابي هو ممثل كندي، ولد في 24 مايو 1983 ببوينت كلير في كندا.

## أعمال

### أفلام
- (2013) هذه هي النهاية[2]

### مسلسلات
- الواعظ

## وصلات خارجية
- ريكي مابي على موقع IMDb (الإنجليزية)
- ريكي مابي على موقع ألو سيني (الفرنسية)
- ريكي مابي على موقع أول موفي (الإنجليزية)
- ريكي مابي على موقع قاعدة بيانات الأفلام السويدية (السويدية)
- ريكي مابي على موقع قاعدة بيانات الفيلم (الإنجليزية)
- ريكي مابي على موقع كينوبويسك (الروسية)